# Galva (Kansas)
Galva es una ciudad ubicada en el de condado de McPherson en el estado estadounidense de Kansas. En el año 2010 tenía una población de 870 habitantes y una densidad poblacional de 725 personas por km².

## Geografía
Galva se encuentra ubicada en las coordenadas 38°22′59″N 97°32′13″O / 38.38306, -97.53694 (38.383038, -97.536903).

## Demografía
Según la Oficina del Censo en 2000 los ingresos medios por hogar en la localidad eran de $42,500 y los ingresos medios por familia eran $47,212. Los hombres tenían unos ingresos medios de $32,917 frente a los $20,875 para las mujeres. La renta per cápita para la localidad era de $18,021. Alrededor del 6.6% de la población estaban por debajo del umbral de pobreza.